# Бітенг

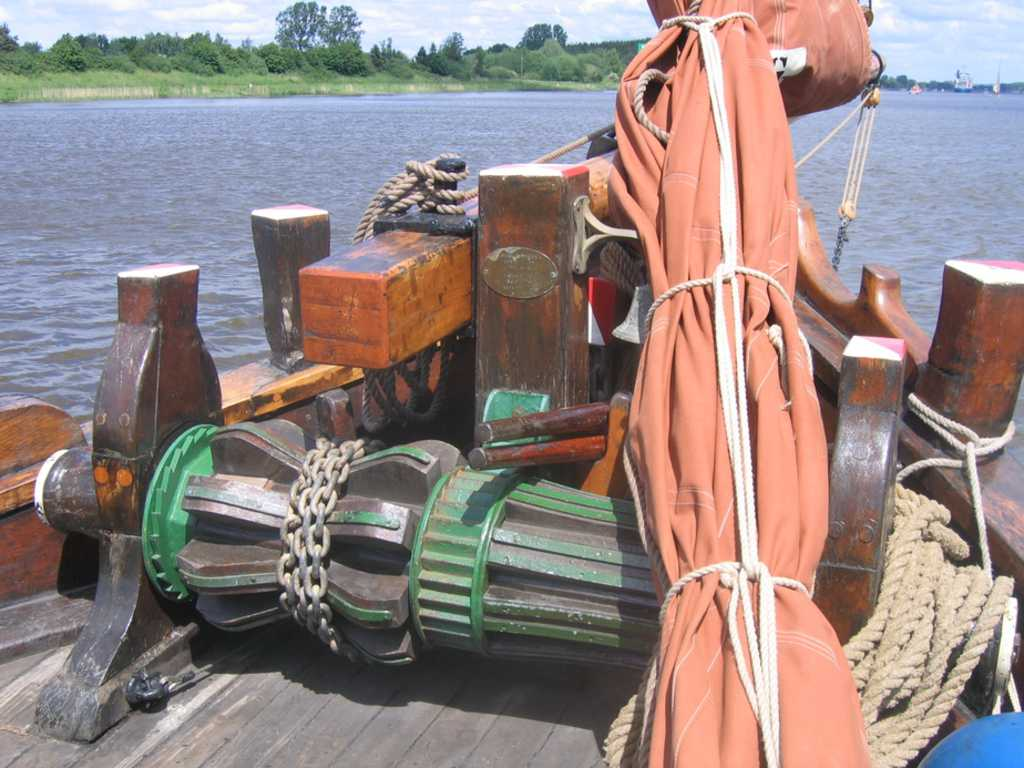
Бітенг і брашпиль.

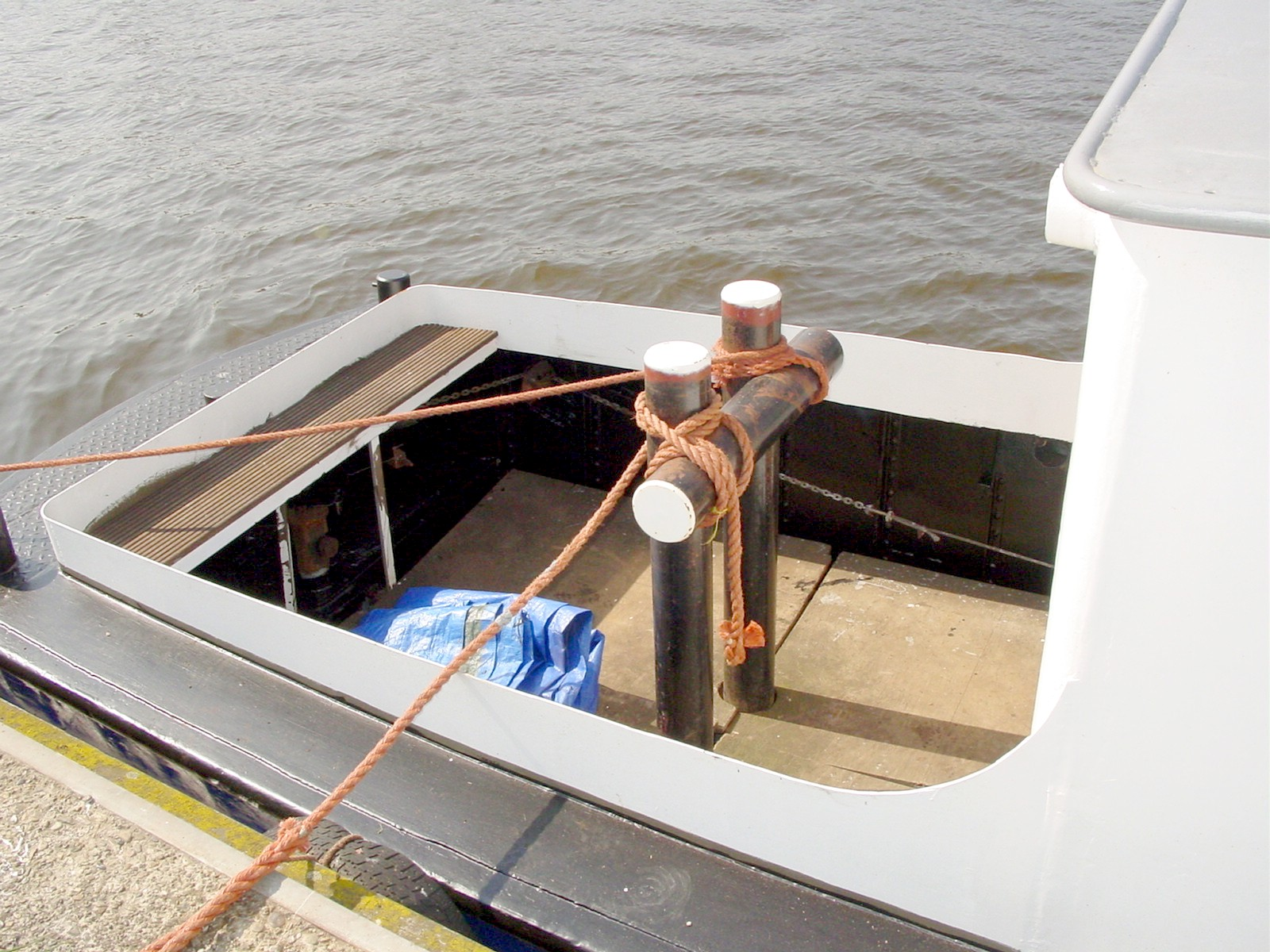
Спарований бітенг буксира.

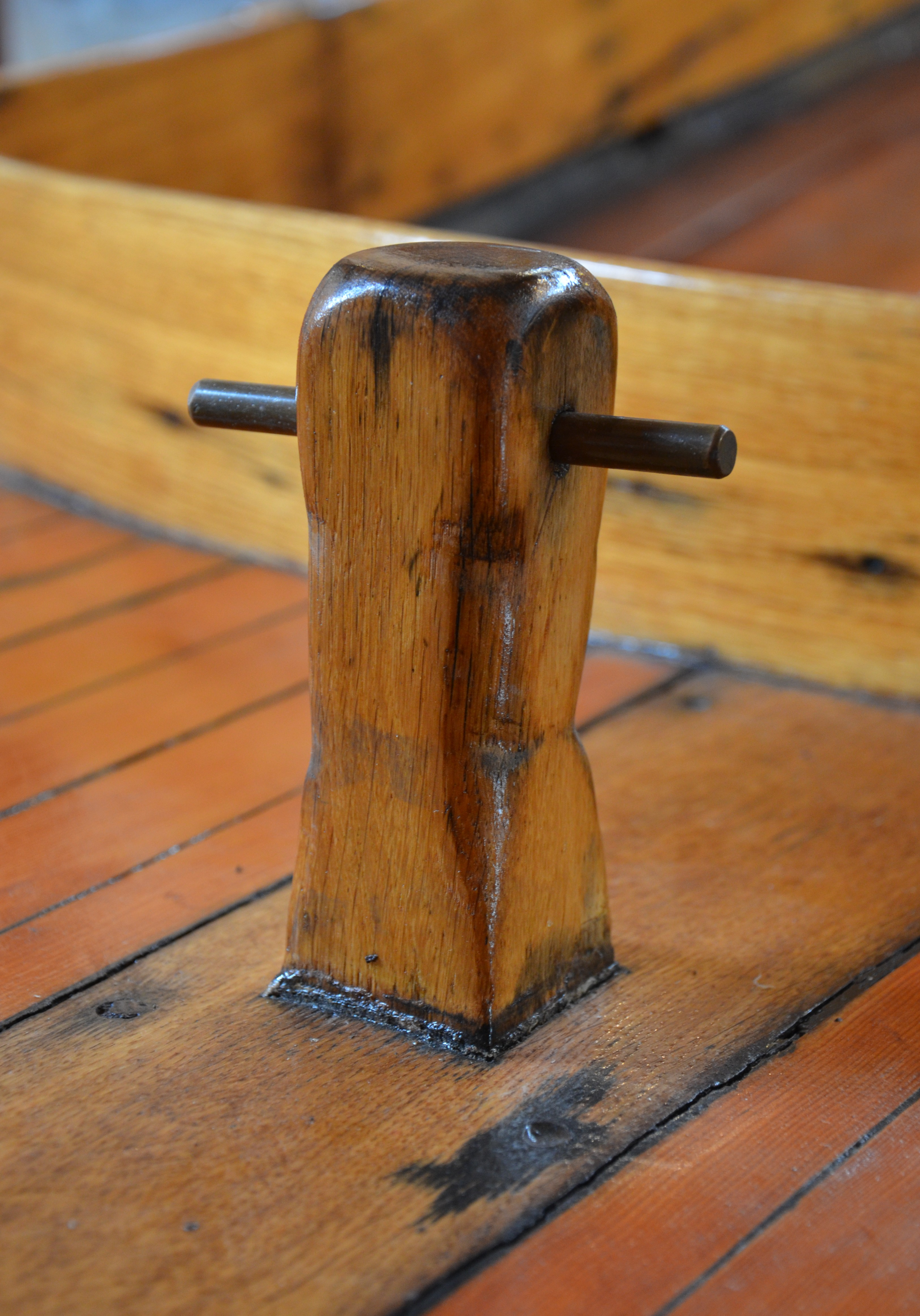
Дерев'яний бітенг з бітенг-болтом корабля Lisen.

Бі́тенг (первісно бетинг, від нід. beting) — товста вертикальна стійка на палубі судна, елемент швартовного і буксирного пристроїв. Має на корпусі виступи — бітенг-краспиці, а у верхній частині пропущений наскрізний стрижень — бітенг-болт.
На дерев'яних суднах бітенги являли собою вертикальні бруси, як правило, спаровані. Вони розташовувалися безпосередньо перед фок-щоглами та грот-щоглами і називалися гардель-бітенгами (за назвою гарделя — снасті, яким у XVIII століття до появи вертлюгового бейфута підіймали і підтримували нижні реї). Гардель проходив через шків бітенга і обносився навколо його верху (окрім шківа для гарделя, там був шків для марса-шкота і шків для гітова). Після заміни гарделів на металеві бейфути бітенги стали називати марса-шкот-бітенгами. Окрім кріплення марса-шкотів, їх використовували для обвивання навколо краспиці якірного каната, з метою зменшення його натяження. Бітенг-краспиця також використовувалася як кофель-планка: вона мала отвори для кофель-нагелів. Потім обабіч щогл перепендикулярно бітенг-краспиці стали встановлювати релінги з отворами під кофель-нагелі, утворюючи таким чином П-подібні кафель-планки. Бітенги також розташовувалися на носі й іноді на кормі, і призначалися вони для заведення швартовів. Бітенги для укладання запасного рангоуту називалися галанс-бітенгами (галас-бітсами).
Від бітенгів слід відрізняти недгедси (від англ. knightheads — «голови лицаря») або болард-тимберси (від англ. bollard timbers — «тумбові дерева»), що являють собою два вертикальні бруси, закріплені біля форштевня, між якими встановлюється бушприт. Верхня частина недгедсів фігурно оброблялася (у вигляді голів людей, левів тощо) і, як і бітенг, служила для кріплення снастей.
Пізніше бітенги набули вигляду залізних клепаних або литих чавунних чи сталевих порожнистих тумб і стали використовуватися для зменшення швидкості руху якірного ланцюга під час віддавання якоря за рахунок тертя. Бітенги встановлені на шляху руху ланцюга й останній обносять навколо бітенга; бітенг-краспиці утримують шлаги ланцюга (кінець, що йде до якоря, проводять знизу краспиці), а бітенг-болт запобігає зіскочуванню ланцюга при надто швидкому його стравлюванні. При шпилях без стопорів тертя якірний ланцюг завжди тримається обнесеним на бітенгу, а при шпилях зі стопорами тертя — обноситься на нього тільки в разі віддачі якоря на велику глибину або при несправності шпиля.
Окрім обмежника швидкості руху якірного ланцюга, бітенг служить і для інших цілей: забезпечення надійності стоянки на якорях, для буксирування суден (у тому числі й «лагом», тобто бортом до борту), кріплення швартовів малих суден і катерів при їхньому шватуванні біля борту, кріплення гарпунного ліня (на китобійних суднах).